# 루먄체보역
루먄체보역(러시아어: Румянцево)은 모스크바 지하철 소콜니체스카야 선의 역이다. 모스크바 지하철의 199번째 역으로 트로파료보 역과 살라리예보 역 사이에 있다. 그것은 키예프 고속 도로 옆에 위치한 MCAD 뒤에 위치해 있으며, 인근의 단일 마을에서 따온 것이다. 본 역은 2016년 1월 18일에 개장했다.

## 역사
루먄체보 역은 2016년 1월 18일 개장했다.

## 설계
본 역은 키옙스카야 고속도로의 양쪽으로 두 개의 지하 로비 및 출입구가 있다. 특이한 특징은 서비스 및 기술 영역에 사용되는 플랫폼 위의 두 번째 층으로 구성되어 있다. 내부는 피트 몬드리안의 추상적인 스타일로 화려한 타일로 장식되어 있다.

## 사진

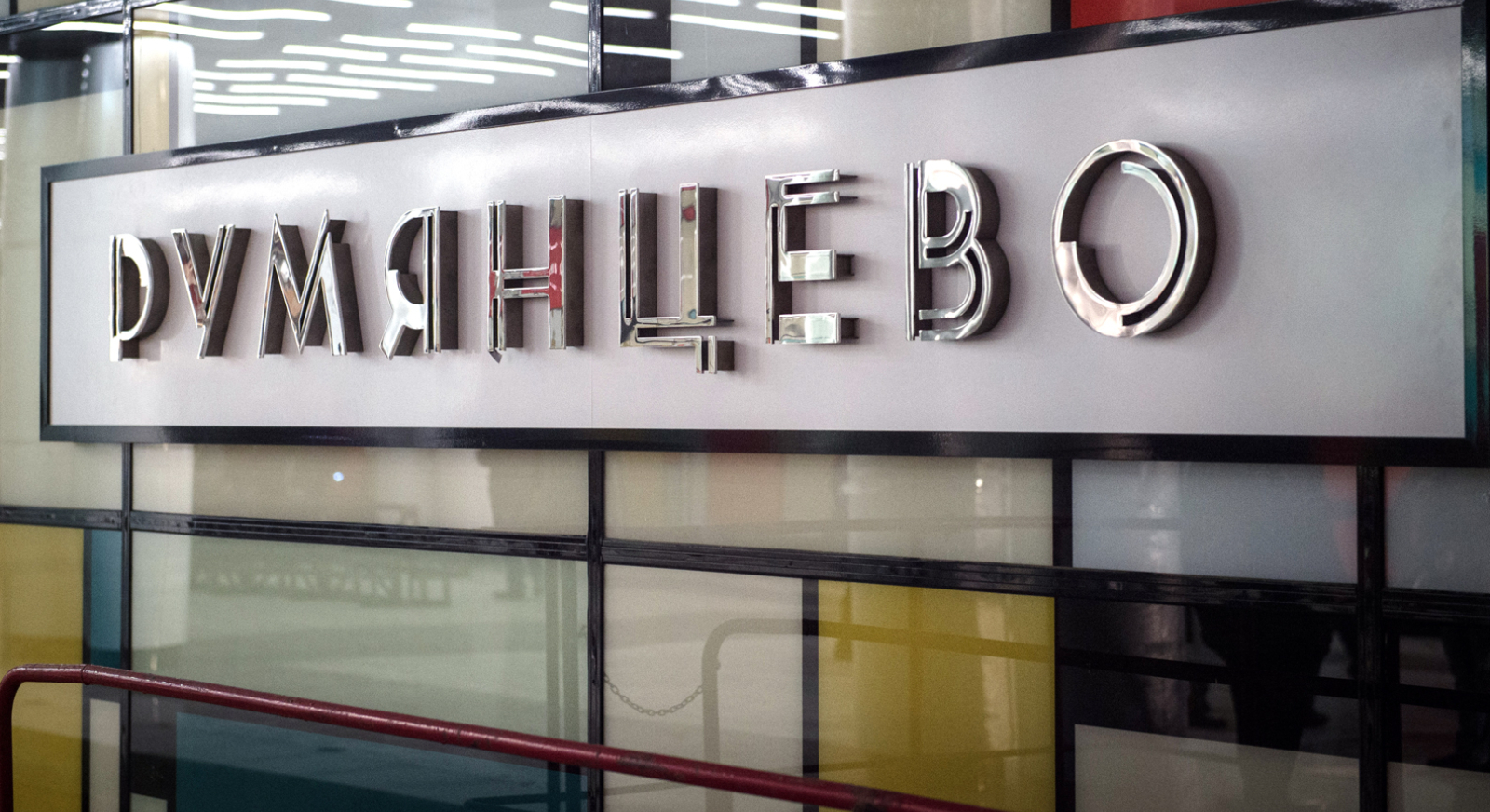
역명판
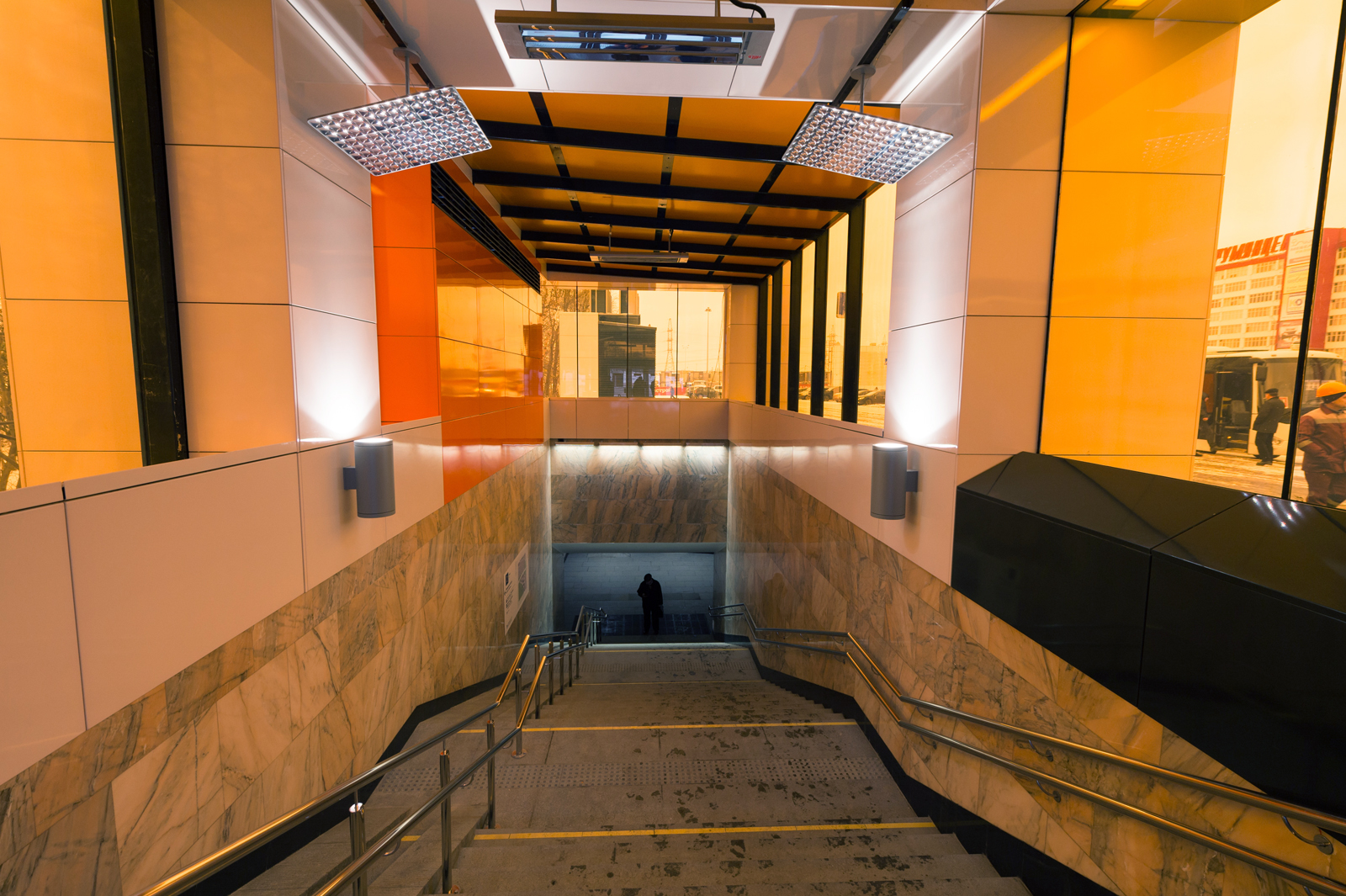
계단